# Erul, Pernik
Erul (în bulgară Ерул) este un sat în comuna Trăn, regiunea Pernik,  Bulgaria. 

## Demografie
Componența etnică a satului Erul
     Bulgari (97,5%)
     Nicio identificare (2,5%)
     Altele (0%)
La recensământul din 2011, populația satului Erul era de 40 locuitori. Din punct de vedere etnic, majoritatea locuitorilor (97,5%) erau bulgari. Pentru 2,5% din locuitori nu este cunoscută apartenența etnică.